# Списак картица за плаћање у Републици Србији
Ово је списак свих платних картица у Републици Србији.

## Данашње картице
- - American Express (од 1958. године)
  - DinaCard (од 2002. године)
  - Diners Club International (од 1950. године)
  - EFG Eurobank EuroLine (од 2005. године)
  - MasterCard (од 1968. године, до 1979. године називала се Master Charge)
  - Поштанска штедионица Post Card (од 1990. године, до 2002. године називала се Пост картица)
  - Visa (од 1958. године, до 1976. године називала се BankAmericard)

## Картице које се више не користе
- - Access (1972-1996)
  - ACD (1992-1994)
  - Беобанка картица (1981-1997)
  - Beocard Р.К. Београд (1991-1998)
  - BKB Card (1994-1999)
  - Credibel Card (1993-1996)
  - Eurocard (1964-2002)
  - Feniks Discount Card (1993-1997)
  - International Discount (1992-1995)
  - Mercator Pika (2002-2015)
  - Unia klub (1995-2008)
  - VobCard (1994-2002)
  - YUBA Card (1999-2002)